# Матеј Бор
Матеј Бор је био псеудоним Владимир Павшич (Гргар, 14. април 1913 – Радовљица, 29. септембар 1993) био је словеначки песник, преводилац, драмски писац, новинар и партизан.

## Биографија
Матеј Бор је рођен као Владимир Павшич у селу Гргар код Горице, у тадашњој аустријској Горици и Градишци, а данас је у саставу словеначке општине Нова Горица. После италијанске анексије Јулијанског марша 1920. године, породица се сели у Цеље, које је тада било у саставу Краљевине СХС. По завршетку студија на Цељској гимназији, Владимир се уписао на Универзитет у Љубљани, где је студирао словеначку и словенску филологију. Након дипломирања радио је као новинар и професор у Марибору.
Када су силе Осовине извршиле инвазију на Југославију у априлу 1941, он је побегао из нацистички окупираног Марибора у Љубљанску покрајину коју су окупирали Италијани. У лето исте године придружио се партизанском отпору предвођеном комунистима где је радио у области културе и пропаганде. Током Народноослободилачког рата појавио се као један од највећих песника словеначког отпора. Неколико његових борбених песама постало је веома популарно. Једна од њих, Хеј, бригаде, постала је незванична химна словеначких партизанских снага током Другог светског рата. У том периоду почиње да користи псеудоним Матеј Бор, који је наставио да користи и после рата.
Године 1944. прелази у Београд који су управо ослободили југословенски партизани. Тамо је радио у словеначкој секцији Радија Слободна Југославија, коју је водио Борис Зихерл. Међу његовим колегама у Београду били су и аутори Иго Груден, Едвард Коцбек и Антон Инголич. Године 1945. вратио се у Љубљану, где се посветио писању и превођењу. Добио је највише признање за културна достигнућа у Словенији, Прешернову награду 1947. и поново 1952. године. Године 1965. постао је члан Словеначке академије наука и уметности . Шездесетих и седамдесетих година 20. века био је председник словеначке секције Међународног ПЕН-а.
Током периода Југославије, често је користио свој утицај да помогне неистомишљеницима или да спонзорише циљеве који су оспорили званичну политику. Шездесетих година 20. века јавно је критиковао затварање српског писца дисидента Михајла Михајлова. Био је један од оснивача еколошких покрета у Словенији почетком 1970-их. Такође је изразио подршку покрету за заштиту баштине који се борио против рушења историјских објеката у Љубљани (као што је Козлерова палата). Крајем 1970-их и почетком 1980-их водио је платформу за рехабилитацију жртава стаљинистичких показних суђења у Словенији. Године 1984. помогао је писцу Игору Торкару да објави роман о његовим искуствима у концентрационом логору Голи оток.
Осамдесетих година Бор је истраживао и покушавао да преведе венетске натписе користећи словеначки језик и његове дијалекте. Заједно са Јожком Шавлијем и Иваном Томажичем заступао је теорију о млетачком пореклу Словена, тврдећи да су Словенци потомци предримског словенског народа званог Венети. Нико од тројице аутора теорије није био лингвиста, а теорију су убрзо одбацили научници, али је покренула дугу полемику у којој је Бор имао истакнуту улогу.
Умро је у Љубљани.
Бор је написао и дванаест драма и низ књижевних дела за децу и младе. Био је стални сарадник публикација за децу и тинејџере као што су Цицибан, Пионир, Пионирски лист, Најдихојца (додатак часописа Дело), Мали род (Клагенфурт) и Глас младости (Чикаго). Написао је и сценарио за филм Весна, који је објављен 1954. Превео је на словеначки већи број Шекспирових дела.

## Дела

### Главне збирке поезије
- Previharimo viharje (1942)
- Pesmi (Poems, 1944)
- Pesmi (Poems, 1946)
- Bršljan nad jezom (Ivy on the Dam, 1951)
- Sled naših senc (The Trace of our Shadows, 1958)
- Podoknice tišini (Serenades to Silence, 1983)
- Sto manj en epigram (A Hundred but One Epigram, 1985)

### Омладинска књижевност
- Uganke (Riddles, 1951)
- Slike in pesmi o živalih (Images and Songs About Animals, 1956)
- Sračje sodišče ali je, kar je (The Raven Court or Whatever Is Done is Done, 1961)
- Pesmi za Manjo (Songs for Manja, 1985)
- Ropotalo in ptice (The Scarecrow and Birds, 1985)
- Palčki - pihalčki (Dwarves, 1991)

### Дискографија[4]
- Zajček (1968)
- Partizan (1980)
- Jutri Gremo V Napad (1988)
- Hej Brigade (2006) (објављено постхумно)